# Kamnica, Dol pri Ljubljani
Kamnica je razloženo - razpršeno naselje s približno 400 prebivalci v Občini Dol pri Ljubljani, ki leži na vzhodnem obrobju ljubljanske kotline. Ob glavni cesti Ljubljana - Litija stoji cerkev Sv. Helene.
V Kamnico lahko pridemo z avtom ali avtobusom po cesti Ljubljana – Litija. Kamnica je sestavljena iz dveh večjih skupin hiš. Na desnem bregu potoka Kamnice je naselje Kamnica, na levem bregu je nekoliko v hrib pomaknjena cerkev Svete Helene. V Kamnici ni večjih javnih zgradb. Pomembnejši objekti so cerkev Svete Helene, ki se omenja že od leta 1490, deloma ohranjen Žerjavov grad iz leta 1580, vaška tehtnica ali »vaga«, Stara Kamenčarjeva hiša in Joškova gostilna.